# Brasiluropoda willmanni
Brasiluropoda willmanni es una especie de arácnido del orden Mesostigmata de la familia Uropodidae.

## Distribución geográfica
Se encuentra en Brasil.